# Kawasaki Ki-10
El Kawasaki Ki-10 (九五式戦闘機 Kyūgo-shiki sentōki?, Caza Tipo 95 del Ejército) fue el último caza biplano empleado por el Servicio Aéreo del Ejército Imperial Japonés y entró en servicio en 1935. Construido por la firma Kawasaki Kōkūki Kōgyō K.K. combatió en Manchukuo y el norte de China durante las primeras etapas de la segunda guerra sino-japonesa. El nombre en el código de identificación de los aliados era "Perry".

## Diseño y desarrollo

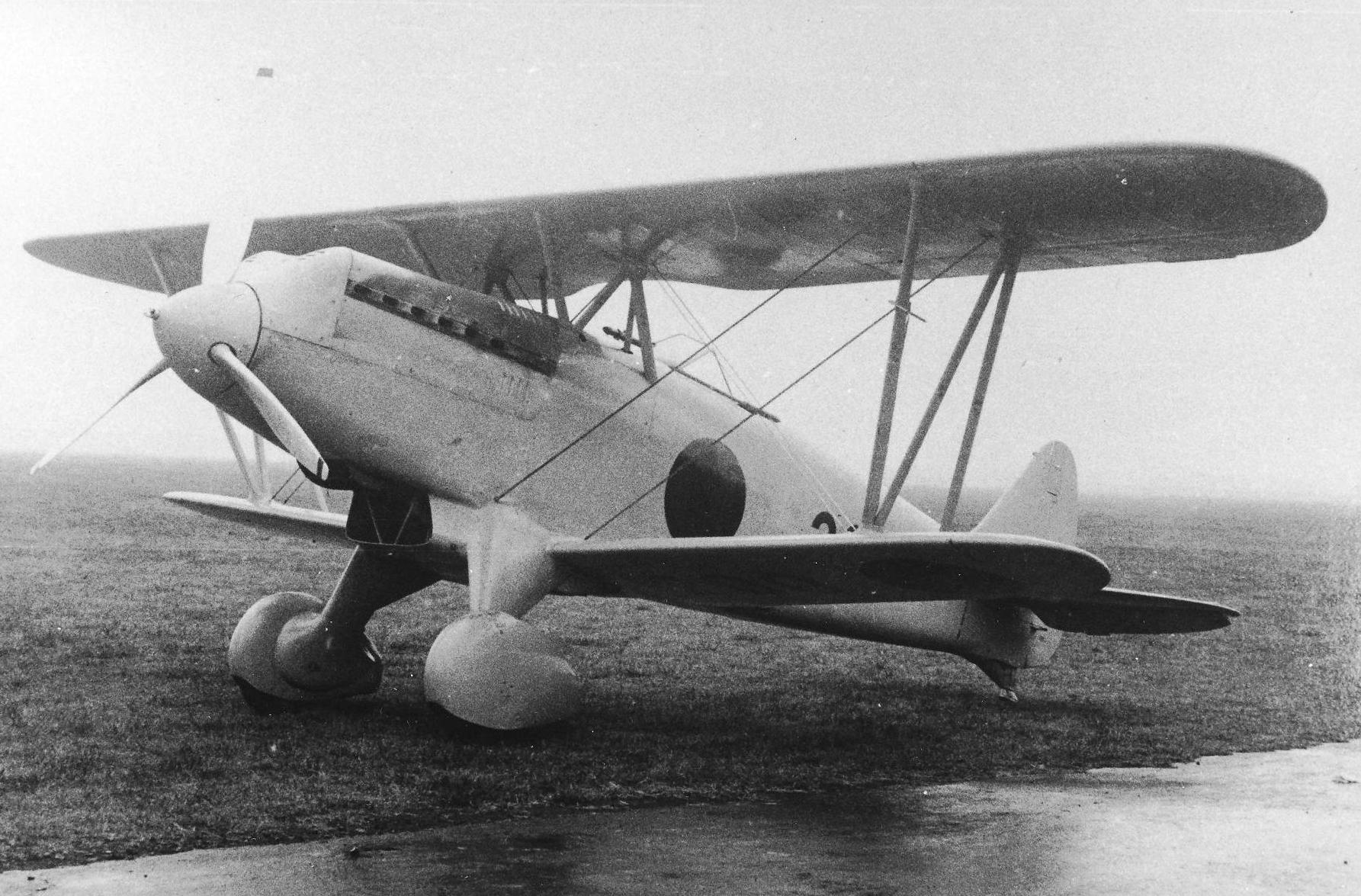
Prototipo del Kawasaki Ki-10-II KAI.

El Ki-10 fue diseñado por el ingeniero aeronáutico japonés Takeo Doi, que había sucedido a Richard Vogt como diseñador jefe en Kawasaki. El diseño fue la respuesta a la solicitud emitida por el Ejército Imperial Japonés para un nuevo caza, compitiendo con el Nakajima Ki-11 y logrando ganar el concurso. A pesar de que el diseño monoplano de ala baja del Ki-11 era más moderno, el Ejército prefirió al más maniobrable biplano Kawasaki. Para superar la desventaja en velocidad, el equipo de la Kawasaki empleó una hélice tripala de metal en el tercer prototipo, así como remaches de cabeza plana en un intento por reducir la resistencia al aire.
El diseño de Kawasaki tenía alas sesquiplanas, sostenidas por puntales interalares y con los alerones en el ala superior. Las estructuras del fuselaje y las alas estaban construidos en metal y revestidos de tela. Su armamento consistía en dos ametralladoras Tipo 89 cal. 7,70 mm, sincronizadas para disparar a través del arco de la hélice. La versión de serie inicial estaba propulsada por un motor V12 refrigerado por líquido Kawasaki Ha9-IIa, de 850 CV.  

## Historial de combate
El Ki-10 fue desplegado en Manchuria y en el norte de China durante las primeras fases de la segunda guerra sino-japonesa.
El 21 de septiembre de 1937, el mayor Hiroshi Miwa, que anteriormente había sido contratado por Zhang Xueliang como instructor de pilotos de caza para el Cuerpo Aéreo del Ejército de Fengtian y era muy conocido entre los pilotos y oficiales de la Fuerza Aérea de la República de China, lideraba una formación de siete cazas Ki-10 que escoltaba a 14 bombarderos Mitsubishi Ki-2 para atacar la ciudad de Taiyuan. Allí se enfrentaron a los V-65C Corsair y Curtiss Hawk II de la Fuerza Aérea china, derribando algunos, pero el mayor Miwa fue derribado y muerto por el capitán Chan Kee-Wong, comandante del 28° Escuadrón de Caza del 5° Grupo de Caza, que pilotaba un Curtiss Hawk.
Sin embargo, para la época de la Batalla de Jaljin Gol (1939) ya se encontraba obsoleto en buena medida y estaba siendo reemplazado por el Nakajima Ki-27.
Al comienzo de la Guerra del Pacífico, el Ki-10 fue retirado de primera línea y utilizado como entrenador y en misiones secundarias, aunque posteriormente volvió a prestar servicio de primera línea, llevando a cabo patrullas de corto alcance o misiones de reconocimiento en el archipiélago de Japón y China entre enero y febrero de 1942.

## Variantes

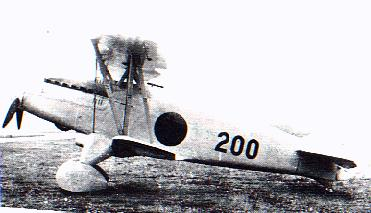
Perfil del prototipo Kawasaki Ki-10-II KAI.

Datos de Japanese Aircraft of the Pacific War
- Ki-10 : Prototipo para el Servicio Aéreo del Ejército Imperial Japonés (4 construidos a inicios de 1935).
- Ki-10-I (Caza del Ejército Tipo 95-I): Versión de serie inicial (300 construidos entre diciembre de 1935 y octubre de 1937).
- Ki-10-II : Prototipo del Mark I modificado, con una mayor longitud (1 construido en mayo de 1936).
- Ki-10-II  (Caza del Ejército Tipo 95-2): Versión de serie mejorada (280 construidos entre junio de 1937 y diciembre de 1938).
- Ki-10-I KAI : Prototipo del Ki-10-I con modificaciones al motor y su radiador (1 construido en octubre de 1936).
- Ki-10-II KAI : Prototipo - Modificación aerodinámica del Ki-10-II, ahora designado Ki-10-I-KAI, con un motor Kawasaki Ha9-IIb de 850 CV (2 construidos en noviembre de 1937).

Producción total: 588 unidades.

## Operadores
Imperio de Japón
- Servicio Aéreo del Ejército Imperial Japonés[1]
  - 1.er Rentai
  - 4° Rentai
  - 5° Rentai
  - 6° Rentai
  - 8° Rentai
  - 11° Rentai
  - 13° Rentai
  - 4° Sentai
  - 9° Sentai
  - 33° Sentai
  - 59° Sentai
  - 64° Sentai
  - 77° Sentai
  - Escuela de pilotos de caza de Akeno

## Especificaciones técnicas

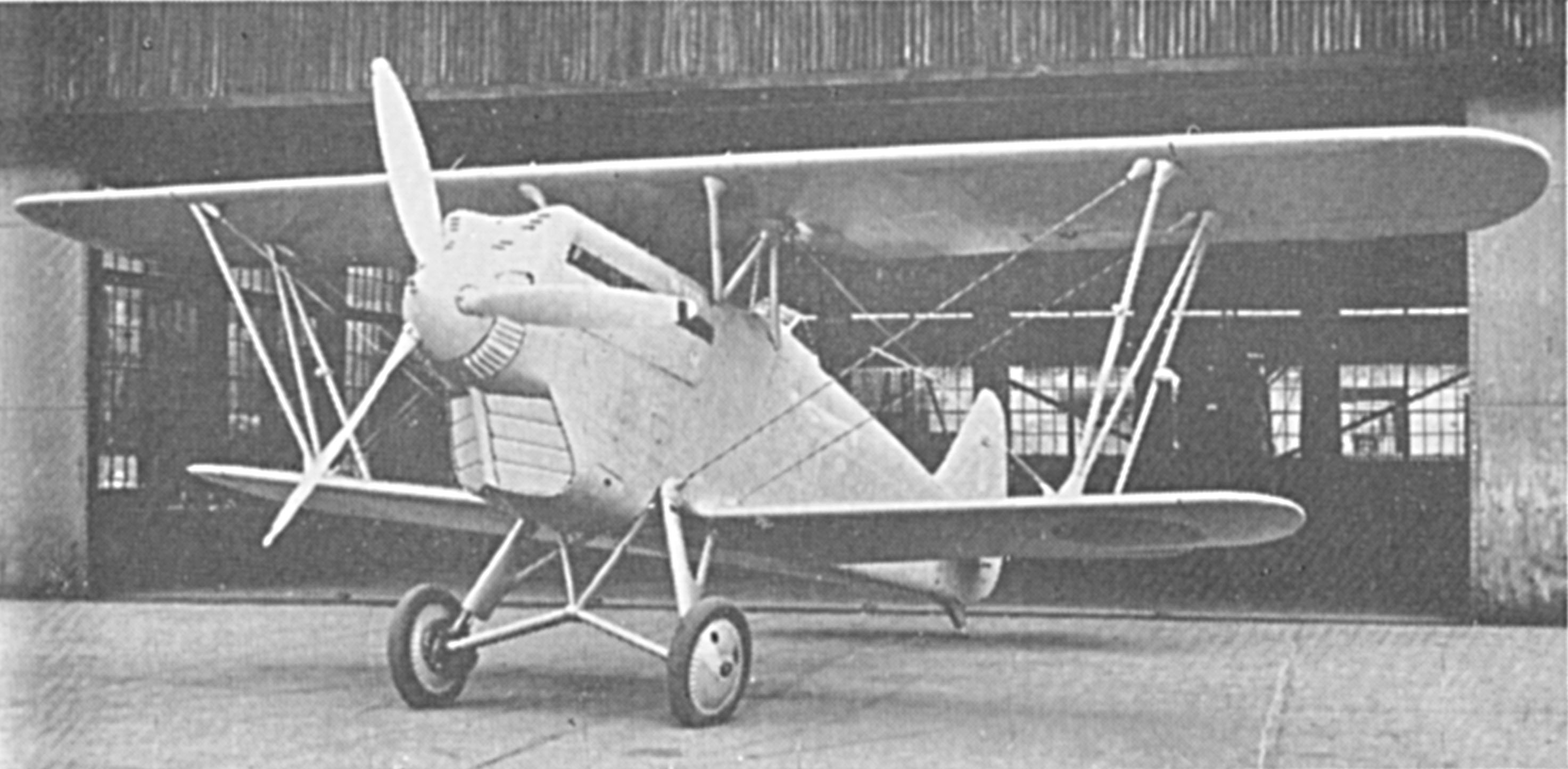
Ki-10 Tipo I.

Referencia datos: Japanese Aircraft of the Pacific War

### Características generales
- Tripulación: 1
- Longitud: 7,2 m
- Envergadura: 10,02 m
- Altura: 3,00 m
- Superficie alar: 23 m²
- Perfil alar: NACA M-12[7]
- Peso vacío: 1360 kg
- Peso máximo al despegue: 1740 kg
- Planta motriz: 1× Kawasaki Ha9-IIa V12 refrigerado por líquido.
  - Potencia: 507 kW (699 HP; 689 CV)

### Rendimiento
- Velocidad máxima operativa (Vno): 400 km/h
- Alcance: 1100 km
- Radio de acción: km
- Alcance en combate: km
- Alcance en ferry: km
- Techo de vuelo: 11500 m

### Armamento
- Ametralladoras: 2× Tipo 89 cal. 7,70 mm